# Баджи, Лэндинг
Лэндинг Баджи (фр. Landing Badji; род. 21 сентября 2003, Diégoune) — сенегальский футболист, вратарь клуба «Умм-Салаль». Выступал за национальную сборную Сенегала.

## Карьера
Выступал за сенегальские клубы СОНАКОС и «Пикин» в сенегальском чемпионате. В июне 2023 года футболист перешёл в кипрский чемпионат в лимассольский «Арис», с которым подписал контракт до 2026 года. В конце июля 2023 года футболист перешёл в катарский клуб «Умм-Салаль», так и не дебютировав за кипрский клуб в официальном матче. Сумма трансфера составила порядка миллиона евро. Дебютировал за клуб футболист 23 сентября 2023 года в матче против клуба «Аль-Ахли». Вместе с клубом футболист стал обладателем Кубка Звёзд Катара, где в финале 6 января 2024 года победили клуб «Аль-Араби» в серии пенальти.

## Международная карьера
В июле 2022 года футболист получил вызов в национальную сборную Сенегала для участия в Кубке КОСАФА. Дебютировал за сборную 17 июля 2022 года в матче за третье место против сборной Мозамбика, где сенегальцы в серии пенальти одержали победу.
В начале 2023 года получил вызов в молодёжную сборную Сенегала до 20 лет. В феврале 3034 года вместе со сборной отправился на молодёжный Кубок африканских наций. Дебютировал за сборную 19 февраля 2023 года в матче против Нигерии. На протяжении всего турнира футболист был ключевым вратарём сборной, дойдя до финала не пропустив ни одного мяча в свои ворота. В финале 11 марта 2023 года футболист победил сборную Гамбии и стал обладателем титула.

## Достижения
Клубные
«Умм-Салаль»
- Обладатель Кубка Звёзд Катара: 2023/24

Сборная
Сенегал (до 20 лет)
- Победитель Кубка африканских наций: 2023

Сенегал
- Бронзовый призёр Кубка КОСАФА: 2022